# Cinema policíac

Pòster dEl Padrí, paradigma de pel·lícula policíaca

El cinema policíac és un gènere cinematogràfic que desenvolupa el gènere policíac caracteritzat per posar en escena generalment la resolució d'una investigació per un policia o un detectiu. L'argument té generalment una estructura senzilla, amb introducció, desenvolupament i desenllaç. Normalment al començament s'ofereix a l'espectador els antecedents d'un greu crim, acabant aquesta part quan efectivament es comet aquest acte criminal.
El nus de la història passa a ser la dura lluita dels estaments policials, normalment a càrrec d'un dur i experimentat policia, contra els qui han comès el delicte. Finalitza tradicionalment amb la detenció, o també molt sovint amb la mort de qui va violar la llei. Aquest gènere està íntimament lligat per tema i moltes vegades estètica amb el cinema negre.

## Història
Des dels inicis del cinema, en pel·lícules d'expressió molt simplista, el policia s'imposa com un personatge familiar. Un fotograma de Chinese Laundry Scene, un film de Thomas Alva Edison de 1895, mostra a un policia que restableix l'ordre a cops de porra com si fos un guinyol. Uns anys després, les nombroses pel·lícules de persecucions sobre el model del joc infantil de lladres i policies van fer les delícies dels espectadors. Encara que en el període del cinema mut ja es van produir diverses cintes policíaques, com The Lodger o Blackmail, d'Alfred Hitchcock, Underworld, de Josef von Sternberg i La nuit du carrefour de Jean Renoir, el cert és que el gènere va començar a desenvolupar-se després de l'arribada del so.

### Anys 30
Al llarg de la dècada de 1930 es va imposar sobre qualsevol altre estil el cinema de gàngsters, iniciat per Sternberg en l'esmentada Underworld, The Docks of New York i The dragnet. Van arribar a ser especialment populars els llargmetratges policíacs de la Warner, que tenien un estil molt definit i que comptaven amb estrelles de la categoria d'Edward G. Robinson, James Cagney o Humphrey Bogart. Alguns títols rellevants d'aquella època van ser Little Caesar, The Public Enemy, Scarface, I Am a Fugitive from a Chain Gang, The Petrified Forest, Angels With Dirty Faces i Els turbulents anys vint.

### Anys 40
A la dècada de 1940 es va introduir un nou estil, el cinema negre -hereu directe de la novel·la negra-, que va crear un riquíssim univers de detectius durs -que substituïen a l'inspector de policis-, homes corruptes i dones fatals. La influència de determinats escriptors en el gènere va arribar a ser enorme. Dashiell Hammett, a qui el cinema ja li havia pres el personatge de Nick Charles per fer El sopar dels acusats, es convertí en un dels artífexs del cinema negre en prestar la seva obra El falcó maltès perquè Humphrey Bogart es consagrés com el detectiu Sam Spade. Raymond Chandler va ser un altre autor prodigiós. La seva gran creació, el detectiu Philip Marlowe, va tenir diversos intèrprets en el cinema: Dick Powell a Murder, My Sweet, Robert Montgomery a Lady in the Lake i Humphrey Bogart a El son etern. Un altre escriptor sensacional que li va proporcionar al cinema extraordinàries històries plenes d'enganys i traïcions va ser James M. Cain: Double Indemnity, The Postman Always Rings Twice i Mildred Pierce són conegudes pel·lícules que estaven basades en obres seves. A les pel·lícules abans esmentades cal sumar nombroses obres magistrals que es van rodar en aquests anys, com Laura, The Killers, The Street with No Name, Gilda, Retorn al passat, Cayo Largo, The Naked City i Al roig viu.
El retorn de la pel·lícula policíaca es va produir gradualment, després de la fi de la Segona Guerra Mundial, en pro d'una renovació del realisme amb pel·lícules com Boomerang d'Elia Kazan o The Naked City de Jules Dassin.

### Anys 50
En la següent dècada, el gènere va mantenir encara molt bon nivell i hi va haver de tot, des intents
per recuperar el cinema de gàngsters com Party Girl, a interessants estudis sobre el crim com a art que ens va oferir Fritz Lang a Secret Beyond the Door, primer, i Alfred Hitchcock a Dial M for a Murder, després. Els robatoris van tenir un gran impuls gràcies a cintes de gran qualitat com La jungla d'asfalt, Du rififi chez les hommes i Atracament perfecte. La corrupció també va jugar el seu paper protagonista en produccions
de la talla de Els subornats i Touch of Evil.
A França es va imposar en els seus principis el personatge del policia rígid però dotat d'una certa humanitat, tal com apareix a les pel·lícules d'Henri-Georges Clouzot, L'assassin habite... au 21 i Le Quai des Orfèvres. Des de llavors existeix a França una tradició de cinema policíac del qual han participat diverses generacions de directors importants com Jean Pierre Melville, Alain Corneau, Claude Sautet, o Claude Miller.
Des dels anys cinquanta, el cinema policíac s'ha convertit en un gènere practicat a tot el món, així com en un dels més prolífics. Ha experimentat inflexions marcades per un increment de la brutalitat (Harry el brut de Don Siegel), per la influència de gèneres veïns com el cinema d'acció (Face/Off de John Woo), el cinema de terror i el cinema gore (Fargo de Joel i Ethan Coen) o per una estilització de la violència (Takeshi Kitano).

### Anys 60
A la dècada de 1960, el gènere va iniciar una important renovació. A més de comptar amb l'impuls d'una sèrie de produccions franceses de gran qualitat, com El samurai, Le clan des siciliens o El cercle vermell, el cinema policíac va rebre la influència d'alguns corrents europeus. El britànic John Boorman va mostrar noves idees quan va anar a Hollywood a rodar A boca de canó.
Alhora, Arthur Penn va apostar per mostrar el crim amb una major violència, cosa que va fer a Bonnie i Clyde. En la sorprenent En la calor de la nit, el cinema americà es va atrevir per primera vegada a posar al capdavant d'una investigació policial a un negre, l'inspector Tibbs, interpretat per Sidney Poitier. A Bullitt ja es va perfilar el prototip del nou heroi policíac: un home solitari, rude i silenciós.

### Anys 70
Els profunds canvis que estava afrontant el gènere ja es van veure ben arrelats en les següents estrenes. French Connection portava a l'espectador a seguir una investigació amb sorprenent realisme; Harry el Brut va confirmar al tipus de policia que faria les delícies del públic durant les següents dècades, i El padrí, la fabulosa adaptació que Francis Ford Coppola va realitzar de la novel·la de Mario Puzo, va canviar per complet la imatge que el cinema havia donat fins aleshores dels gàngsters. La fugida, Els nous centurions i Serpico es van apuntar també a aquesta «nova onada» policíaca.

### A partir dels anys 80
No obstant això, l'evolució del gènere policíac no va implicar una renúncia total als estils del passat. De fet, hi va haver directors que van voler retre homenatge als models clàssics, molt especialment al cinema negre. Roman Polanski ho va fer a Chinatown, on Jack Nicholson protagonitzà al detectiu J. J. Gitte. Més tard, Lawrence Kasdan va convertir a Kathleen Turner en tota una vampiressa per Foc en el cos. També es van recuperar alguns mites clàssics, com Philip Marlowe, que va tornar a l'atac en El llarg adéu, amb Elliott Gould, i a Adéu, nena i La gran dormida, interpretat en les dues ocasions per Robert Mitchum.
Però el gènere ha evolucionat molt gràcies a les aportacions de cineastes de primer ordre. Michael Cimino va sorprendre amb Manhattan sud. Brian De Palma va donar apunts molt brillants en Scarface, Els intocables d'Elliot Ness i Atrapat pel passat. William Friedkin va confirmar la seva habilitat per al gènere amb la supèrbia Viure i morir a Los Angeles. També Hal Ashby va estar inspirat en 8 Million Ways to Die, i Michael Mann a Heat. I Martin Scorsese va posar en relleu la seva gran mestria en cintes com Un dels nostres, Casino i Gangs of New York.
En els darrers anys, cal destacar la sorprenent narrativa que Quentin Tarantino va exhibir tant a Reservoir Dogs com a Pulp Fiction; Phil Joanou a El clan dels irlandesos, Anàlisi final i Presoners del cel, i Jonathan Demme al film El silenci dels anyells. Però, si bé es va mantenir dins els cànons clàssics, David Fincher i Bryan Singer van apostar per la innovació en les seves respectives obres Seven i Sospitosos habituals. La literatura ha seguit exercint la seva influència en el gènere amb títols com Els estafadors, El diable amb un vestit blau o 	L.A. Confidential, basades en novel·les de Jim Thompson, Walter Mosley i James Ellroy.

## Filmografia
- 1895: Chinese Laundry Scene (Thomas Alva Edison)
- 1905: Life of an American Policeman (Edwin S. Porter)
- 1928: Underground (Anthony Asquith)
- 1929: Asphalt (Joe May)
- 1929: Blackmail (Alfred Hitchcock)
- 1930: Le mystére de la chambre jaune (Marcel L'Herbier)
- 1932: La nuit du carrefour (Jean Renoir)
- 1935: 'G' Men (William Keighley)
- 1942: L'assassin habite... au 21 (Henri-Georges Clouzot)
- 1947: Quai des Orfèvres (Henri-Georges Clouzot)
- 1947: Boomerang (Elia Kazan)
- 1948: The Naked City (Jules Dassin)
- 1948: Call Northside 777 (Henry Hathaway)
- 1949: El gos rabiós (Akira Kurosawa)
- 1950: Wo zhe yi bei zi (Shi Hui)
- 1950: Panic in the Streets (Elia Kazan)
- 1953: Els subornats (Fritz Lang)
- 1958: Touch of Evil (Orson Welles)
- 1966: Le Deuxième souffle (Jean-Pierre Melville)
- 1968: Le clan des siciliens (Henri Verneuil)
- 1971: French connection (William Friedkin)
- 1971: Harry el Brut (Don Siegel)
- 1972: El padrí (Francis Ford Coppola)
- 1976: Cadaveri eccellenti (Francesco Rosi)
- 1976: Assalt a la comissaria del districte 13 (John Carpenter)
- 1977: Ruta suïcida (Clint Eastwood)
- 1981: Carde a vue (Claude Miller)
- 1984: Les Ripoux (Claude Zidi)
- 1984: Ronde de nuit (Jean-Claude Missiaen)
- 1985: Manhattan sud (Michael Cimino)
- 1985: Witness (Peter Weir)
- 1985: Police (Maurice Pialat)
- 1985: Poulet au vinaigre (Claude Chabrol)
- 1987: Els intocables d'Elliot Ness (Brian De Palma)
- 1994: The Glass Shield (Charles F. Burnett)
- 1995: Min jing gu shi (Ying Ning)
- 1996: Fargo (Joel Coen)
- 1997: Hana-Bi (Takeshi Kitano)
- 1997: Face/Off (John Woo)
- 2001: El jurament (Sean Penn)
- 2002: Deute de sang (Clint Eastwood)
- 2003: Mystic River (Clint Eastwood)
- 2004: Assumptes pendents (Olivier Marchal)
- 2005: Le petit lieutenant (Xavier Beauvois).
- 2007: American Gangster (Ridley Scott)